# Schnellbach (Floh-Seligenthal)
Schnellbach ist ein Ortsteil von Floh-Seligenthal im Landkreis Schmalkalden-Meiningen in Thüringen.

## Lage
Schnellbach liegt an der ständig ansteigenden kurvenreichen Landesstraße 1026 an der Südwestabdachung des Thüringer Waldes östlich von Floh unter dem Kaiserkopf und dem Mönchsstein, zwei Gipfeln im Gebirge. Südlich liegt Struth-Helmershof und Seligenthal liegt nordwestlich.

## Geschichte
Der Ortsteil Schnellbach wurde 1340 erstmals  urkundlich erwähnt. Der Ort gehörte zum Amt Schmalkalden der hessischen Herrschaft Schmalkalden.
Der Name Schnellbach rührt offenbar von dem schnell durch das Tal fließenden Flohbach her. Dieser trat im Sommer 1981 bei einem schweren Wolkenbruch über die Ufer und sorgte für einen Ausnahmezustand im Ort und den weiter stromabwärts gelegenen Gemeinden. Zahlreiche Keller wurden überschwemmt und das Pflastersteinrelief der Hauptstraße vollends zerstört. Schnellbach wurde am 6. Mai 1993 nach Floh eingemeindet.